# Destruction Derby 2
Destruction Derby 2 es un videojuego de carreras de combate vehicular desarrollado por Reflections Interactive y publicado en 1996 por Psygnosis para Microsoft Windows y PlayStation. La versión para Sega Saturn fue cancelada después de que Perfect Entertainment's y THQ (desarrolladores de la conversión) dejasen de dar soporte a la consola por su bajo rendimiento comercial.
La secuela de Destruction Derby, los jugadores corren con el objetivo de obtener puntos por dañar autos de oponentes. Carreras estándar y partidas basadas en arenas con el fin de restar el último jugador conduciendo está también disponible. El juego es un recorrido del original y hay ideas que no hicieron en el primer juego incluyendo pistas que hay obstáculos y realismo mejorado. Las mecánicas de los autos estaban también rediseñadas. El desarrollo fue también enfocado en Americanisación: el estilo de juego cambió lejos del stock car británico del original, y los autos y música fueron cambiados a ajuste de un tema NASCAR. El juego con Paul Page como comentador, y el soundtrack fue creado por thrash metal bandas Jug y Tuscan. El juego fue recibido positivamente, con reseñas de elogio las largas pistas y físicas, aunque la versión de PC fue criticada por su dificultad.

## Jugabilidad
Destruction Derby 2 es la secuela de Destruction Derby. Como el original, los jugadores corren en uno de siete circuitos en un rango de modos. Los modos son Wrecking Racing, en el cual el objetivo es ganar puntos por destruir o volcar los otros competidores durante la carrera; Stock Car, una típica carrera durante la cual los autos pueden aún ser dañados o destruidos; y Destruction Derby, basada alrededor de arenas de choque en lugar de pistas de carreras, en el cual el objetivo es infligir tanto daño como sea possible. Una nueva característica llamada el pit stop fue añadido para las pistas de carreras, donde autos pueden ser reparados. Otra mayor diferencia del juego original están obstáculos de pistas tales como saltos y cruces.
Hay también cuatro diferentes tipos de juego: Championship, Race Practice, Time Trial, y Multi Player. En Championship, los jugadores compiten en una liga de temporadas consistiendo de cuatro carreras y, en Wrecking Racing, una partida de Destruction Derby. En Race Practice, los jugadores practica una carrera, mientras que Time Trials consiste de una carrera contra el reloj. Multi Player permite hasta nueve jugadores correr individualmente. Después de tener todo terminado, un tablero de liga presentando sus lugares es mostrado.
Destruction Derby 2 soporta el controlador NeGcon de Namco.

## Desarrollo y lanzamiento
El Destruction Derby original se desarrolló en siete meses, lo que resultó en algunas fallas de diseño y el corte de varias ideas que no pudieron implementarse dentro de ese período de tiempo. Según el productor Martin Edmondson, "Destruction Derby 2" es una reescritura del original, con sólo el algoritmo de colisión 2D que permanece intacto. El motor se reescribió para manejar las pistas más grandes incorporando obstáculos como colinas y saltos, mientras que la dinámica del automóvil también se rediseñó. Las rutinas de colisión se ampliaron para que los autos puedan soportar volcarse. Edmondson declaró que Destruction Derby 2 se sintió como un juego nuevo en lugar de simplemente una secuela con más pistas.
Edmondson quería americanizar el juego, ya que el original tenía un toque británico de banger racing. Por lo tanto, los autos fueron diseñados para parecerse a los stock cars que se usan en las carreras de NASCAR, mientras que todas las pistas estaban situadas en los Estados Unidos. Edmondson también quería música apropiada para las carreras de autos americanos, por lo que asistió a carreras en los Estados Unidos, donde notó que la música metal ocupaba un lugar destacado. Por lo tanto, se eligió a las bandas de thrash metal Jug y Tuscan para componer la banda sonora, ya que algunos miembros del equipo estaban involucrados con ellos. Debido a que los comentarios en voz baja no encajarían con la banda sonora, se le pidió al comentarista Paul Page que actuara como locutor del juego debido a su estilo "animado y excitable". Edmondson viajó a los Estados Unidos para grabar a Page en un estudio en Indianapolis.
La variedad y el realismo fueron los enfoques de las pistas: presentaban imágenes como bosques, ciudades de neón y cañones, con obstáculos. El equipo viajó para fotografiar las texturas. Las pistas se construyeron en Softimage 3D y se convirtieron a datos de malla en formato PlayStation usando una herramienta personalizada. En respuesta a una crítica común del Destruction Derby original, las pistas fueron diseñadas para ser más grandes y menos angostas. El equipo se inspiró en los molinos de viento giratorios de Daytona USA y se implementaron grandes saltos para agregar dramatismo a las pistas. El aspecto más realista de las pistas de carreras fue la parada en boxes, aunque Edmondson afirmó que limitó a los jugadores a una parada porque el equipo no quería restar valor a la acción y porque un sistema de penalización habría agregado mucho trabajo extra. Los autos que se acercaban a la destrucción fueron diseñados para comportarse de una manera realista e impredecible a través de efectos tales como perder el capó y prenderse fuego.
Wrecking Racing estaba destinado a permitir una amplia gama de estrategias, como mantenerse al día pero estar atento a las oportunidades de destrucción, destruir los autos de enfrente y destruir todo sin preocuparse por la posición. Esto fue difícil de equilibrar, pero resultó posible ganar con cada una de esas estrategias. A Edmondson se le ocurrió Stock Car Racing después de ver las finales mundiales de Banger en Arena Essex y notar que había algunos autos que simplemente competían en lugar de intentar destruirse unos a otros. El modo de carrera normal se implementó simplemente porque el motor podía admitir la ejecución de una carrera tradicional. Para el modo Destruction Derby, se implementaron arenas más variadas para aprovechar un nuevo sistema de física desarrollado por Reflections. Edmondson decidió no implementar funciones como aumentos de velocidad y coleccionables porque no quería que el juego se sintiera como un juego de arcade y quería que la física del automóvil fuera lo más realista posible. Destruction Derby 2 se lanzó para PlayStation en Norteamérica en noviembre de 1996, y en Europa el 18 de enero de 1997. A PC version soon followed. La siguiente entrega de la serie Destruction Derby, Destruction Derby Raw, fue lanzada en 2000.

## Recepción
La versión de PlayStation recibió críticas positivas. Andrew Collins, de la Revista oficial de PlayStation del Reino Unido, creía que las características estaban "mejoradas enormemente" con respecto al original y dijo que su jugabilidad "magníficamente pulida" lo convertía en uno de los mejores juegos de carreras de PlayStation. Su principal crítica fue que pensó que el modo Destruction Derby Practice puede hacer que los jugadores se sientan complacientes. The Electric Playground elogió el escenario y los efectos de daño. Los dos revisores deportivos de Electronic Gaming Monthly elogiaron las pistas más grandes y las fallas mejoradas, y ambos lo evaluaron como "Mejor en todos los sentidos que el primer juego". Johnny Ballgame de GamePro declaró que "El Destruction Derby original parece un mero tapacubos en comparación con la jugabilidad con borde dorado y el baúl lleno de nuevas características de Destruction Derby 2. Citó las pistas más largas, el modo arena y el suministro de luz, pero le dio al juego puntajes menos que perfectos ya que encontró al locutor irritado y juzgó que el empeoramiento de la dirección después de los choques favorecía excesivamente el realismo sobre el disfrute. Game Revolution describió el Stock Car Racing como "casi perfecto", y las pistas como "extremadamente geniales", pero criticó la sensibilidad de la dirección. Ed Lomag de Computer and Video Games elogió la mecánica mejorada del automóvil y el diseño de la pista y también le gustó que la versión PAL del Reino Unido se ejecute en pantalla completa a una velocidad de fotogramas completa, lo que demuestra que los desarrolladores británicos pueden hacer una PlayStation británica decente. juegos. A pesar de estos elogios, criticó la rejugabilidad limitada del juego. Edge elogió el sistema de daño mejorado resultante de las nuevas rutinas de modelado físico y dijo que los choques son mucho más intensos que el original. El motor 3D se describió como "impresionante", pero se criticó la falta de un modo multijugador de conexión. Next Generation comentó: "Al igual que con la mayoría de los títulos innovadores... Destruction Derby creó tantos problemas nuevos como soluciones, y los desarrolladores de Destruction Derby 2 han hecho un trabajo extremadamente bueno al corregir estas fallas con una secuela muy mejorada". El crítico explicó que las pistas más grandes del juego que el original permiten al jugador acumular más impulso para los choques y disfrutar más de un desafío de carreras convencional, y que la capacidad adicional de que los autos despeguen del suelo permite verdaderos choques en 3D. Absolute PlayStation describió el juego como una "gran mejora" con respecto al original, pero dijo que la jugabilidad es idéntica y "bastante superficial". Mark Skorupa de Gamezilla describió los gráficos como "de primera categoría", pero también dijo que rompe lo que era bueno en el juego original. IGN creía que el juego compensa demasiado la falta de dificultad del primer juego a través de una inteligencia artificial demasiado agresiva y haciendo que sea "imposible" ponerse al día con el otros autos A pesar de esto, elogiaron la física y los gráficos del automóvil. Jeff Kitts de GameSpot elogió ampliamente los choques mejorados y las nuevas pistas: "Las carreteras sinuosas, estrechas y claustrofóbicas del primer Destruction Derby han sido reemplazadas por enormes y anchas superpistas de carreras dignas de juegos como NASCAR Racing y The Need for Speed". Comentó que las superficies resbaladizas de las carreteras hacen que el juego sea más difícil de jugar, pero lo consideró en general una mejora importante con respecto al primer juego. Jeuxvideo.com elogió la jugabilidad del juego y la banda sonora, pero criticó el comentario como "repetitivo".
A la versión para PC no le fue tan bien. Rick Brida de Computer Gaming World criticó la falta de multijugador, los altos requisitos del sistema y la dificultad. A pesar de estas críticas, elogió los gráficos y las pistas mejorados sobre el original. Sean Anderson de Gamezilla criticó la forma en que el juego maneja el modo multijugador y describió al comentarista como "molesto". Frederick Claude de Coming Soon Magazine comparó la versión para PC con la versión de PlayStation y creía que la compatibilidad con varios jugadores de la versión para PC a través de DirectPlay era una mejora con respecto al modo multijugador de la versión de PlayStation. Para los gráficos, describió la versión de PlayStation como "mucho más hermosa" que la versión para PC y criticó el modo de gráficos SVGA por sus altos requisitos de sistema. Tim Soete de GameSpot describió los gráficos de la versión para PC como una mejora con respecto a los del original, pero no tan buenos como los de la versión para PlayStation. También criticó a los coches por ser "imposibles" de adelantar. Craig Majaski de Gamer's Zone elogió el sonido y la música y los describió como "de primera categoría", pero criticó la dificultad y dijo que los autos con computadora son "casi imposibles" de superar. Describió Destruction Derby 2 como "un juego promedio que podría haber sido un título excelente". Thierry Falcoz de Génération 4 dijo que Reflections cometió el error de sacrificar la jugabilidad por una dificultad "no progresiva", que disfrutaba chocando contra los oponentes porque desaparecen "en el horizonte" y no se vuelven a ver.